# Сюорд (округ, Канзас)
Шаблон:StateAbbr_ 37°12′00″ пн. ш. 100°49′59″ зх. д. / 37.2° пн. ш. 100.833° зх. д.
Округ Сюорд (англ. Seward County) — округ (графство) у штаті Канзас, США. Ідентифікатор округу 20175.

## Історія
Округ утворений 1873 року.

## Демографія
За даними перепису 
2000 року 
загальне населення округу становило 22510 осіб, зокрема міського населення було 19268, а сільського — 3242.
Серед мешканців округу чоловіків було 11546, а жінок — 10964. В окрузі було 7419 домогосподарств, 5503 родин, які мешкали в 8027 будинках.
Середній розмір родини становив 3,46.
Віковий розподіл населення поданий у таблиці:
| Стать    | До 15 років | 15-21 | 22-29 | 30-39 | 40-49 | 50-65 | 65-85 | Понад 85 |
| -------- | ----------- | ----- | ----- | ----- | ----- | ----- | ----- | -------- |
| Чоловіки | 3150        | 1484  | 1499  | 1841  | 1503  | 1251  | 718   | 100      |
| Жінки    | 2910        | 1275  | 1336  | 1618  | 1412  | 1225  | 971   | 217      |

## Суміжні округи
- Гаскелл — північ
- Мід — схід
- Бівер, Оклахома — південний схід
- Техас, Оклахома — південний захід
- Стівенс — захід

## Виноски
1. ↑  U.S. Decennial Census. United States Census Bureau. Процитовано 29 липня 2014.
2. ↑  Historical Census Browser. University of Virginia Library. Архів оригіналу за 11 серпня 2012. Процитовано 29 липня 2014.
3. ↑  Population of Counties by Decennial Census: 1900 to 1990. United States Census Bureau. Процитовано 29 липня 2014.
4. ↑  Census 2000 PHC-T-4. Ranking Tables for Counties: 1990 and 2000 (PDF). United States Census Bureau. Процитовано 29 липня 2014.
5. ↑  State & County QuickFacts. United States Census Bureau. Архів оригіналу за 6 червня 2011. Процитовано 29 липня 2014. [Архівовано 2011-06-06 у Wayback Machine.](англ.) Наведено за англійською вікіпедією.
6. ↑  American FactFinder. Бюро перепису населення США. Архів оригіналу за 26 лютого 2012. Процитовано 31 січня 2008. [Архівовано 2008-05-21 у Wayback Machine.]

| США | Це незавершена стаття з географії США. Ви можете допомогти проєкту, виправивши або дописавши її. |